# Phoenix (альбом Clan of Xymox)
Phoenix — четвёртый студийный альбом голландского коллектива Clan of Xymox, выпущенный (под названием группы Xymox) в 1991 году на лейбле Wing Records. Диск стал второй работой группы, получившей признание массового слушателя, и достиг 163-й позиции в чарте Billboard 200, а сингл «Phoenix of My Heart» поднялся до 16-й строчки в клубных хит-парадах и стал хитом в США. Тем не менее, Phoenix продавался значительно хуже предыдущего альбома Twist of Shadows, что привело к разногласиям между участниками Clan of Xymox и руководством лейбла.

## Стиль, отзывы критиков
Музыкальный критик Алекс Хендерсон в своей рецензии отметил усилившуюся тенденцию к упрощению музыки группы и переводу её в более мейнстримовое русло. По его мнению, Clan of Xymox сохранили свою мрачность, однако при этом стали ориентироваться скорее на слушателей поп-рока, нежели на поклонников классической готической музыки; альбом в целом он счёл «не самым оригинальным», но «приятным для прослушивания».
Фронтмен Clan of Xymox Ронни Морингс впоследствии признавался, что во время работы над диском группа испытывала своего рода «кризис идентичности», а сильный уклон в сторону танцевальной музыки объяснялся тем, что владельцы лейбла Wing Records диктовали коллективу свои условия и заставляли писать более модную и лёгкую для восприятия музыку.

## Список композиций
Тексты: Ронни Морингс. 

Музыка: Ронни Морингс, кроме песен «Phoenix of My Heart» (Морингс, Тэйлор), «Believe Me Sometimes» и «Smile Like Heaven» (Анке Вольберт), «Wonderland» (Морингс, Питер Нотен), а также «Dancing Barefoot» (Вольберт, Смит).
1. «Phoenix of My Heart» — 4:11
2. «At the End of the Day» — 3:42
3. «The Shore Down Under» — 5:15
4. «Mark the Days» — 6:10
5. «Believe Me Sometimes» — 4:54
6. «Wonderland» — 4:57
7. «Written in the Stars» — 5:03
8. «Dancing Barefoot» — 3:40
9. «Crossing the Water» — 3:46
10. «Smile Like Heaven» — 4:47

## Участники записи

### Основной состав
- Ронни Морингс — вокал, гитара, клавишные
- Анке Вольберт — вокал, бас-гитара, клавишные
- Питер Нотен — клавишные

### Сессионные музыканты
- Майкл Брук — гитара
- Ник Ингман — струнные
- Мэнни Элиас — ударные, программирование
- Грег Уолш — клавишные
- Саймон Кларк — электроорган